# Gerner G I
Gerner G I eller Ganzstahlflugzeuges G I, var ett tvåsitsigt tyskt sportflygplan konstruerat av Max Gerner.
Max Gerner startade företaget 1928 Flugzeugbau Max Gerner i Frankfurt efter att han lämnat jobbet som konstruktör vid Richard Dietrich Flugzeugbau. 
Redan samma år presenterar han företagets första flygplan G I vid flygmässan Internationale Luft- und Raumfahrtausstellung (ILA) i Berlin 1928.
G IIR var i sin konstruktion ett ordinärt lätt dubbeldäckat flygplan. Den nedre vingparet var monterat i höjd med flygplanskroppens undersida, den övre vingen bars upp av två stycken stöttor från undervingen och sex mindre stöttor från flygplanskroppen. Hjullandstället som var av den fasta typen var placerat i framkanten av den ondre vingen, under fenan fanns en sporrfjäder för avlastning av bakkroppen.
Som kraftkälla valdes en trecylindrig Anzani stjärnmotor som drev en tvåbladig duraluminpropeller. Flygplanet visade sig ha bra STOL egenskaper, för att starta krävdes en rullbana på 50 meter medan en landning kunde klaras på 40 meter. 
När flygplanet var klart döptes det till Frankfurt, namnet målades även på flygplanskroppens sida. Efter att flygplanet visades upp på ILA flögs det ett flertal gånger fram till 25 september 1929 då piloten Erich Wiegmeyer totalhavererade i samband med en start.    